# نوووساده (شهرستان خاینووکا)
نوووساده (به لاتین: Nowosady) یک روستا در لهستان است که در گمینا خاینووکا واقع شده‌است. نوووساده ۵۰۰ نفر جمعیت دارد.